# Гомес Суарес де Фигероа и Кордова
Гомес III Суарес де Фигероа-и-Кордова (исп. Gómez III Suárez de Figueroa y Córdoba; 1523, Сафра — 7 декабря 1571, Эль-Эскориаль) — испанский аристократ и государственный деятель, 5-й граф Ферия (1552—1567) и 1-й герцог Ферия (1567—1571), губернатор Миланского герцогства (1554—1555).
Старший брат — Педро I Фернандес де Кордова-и-Фигероа (1518—1552), 4-й граф Ферия (1528—1552), умерший, не оставив после себя наследников мужского пола.

## Биография

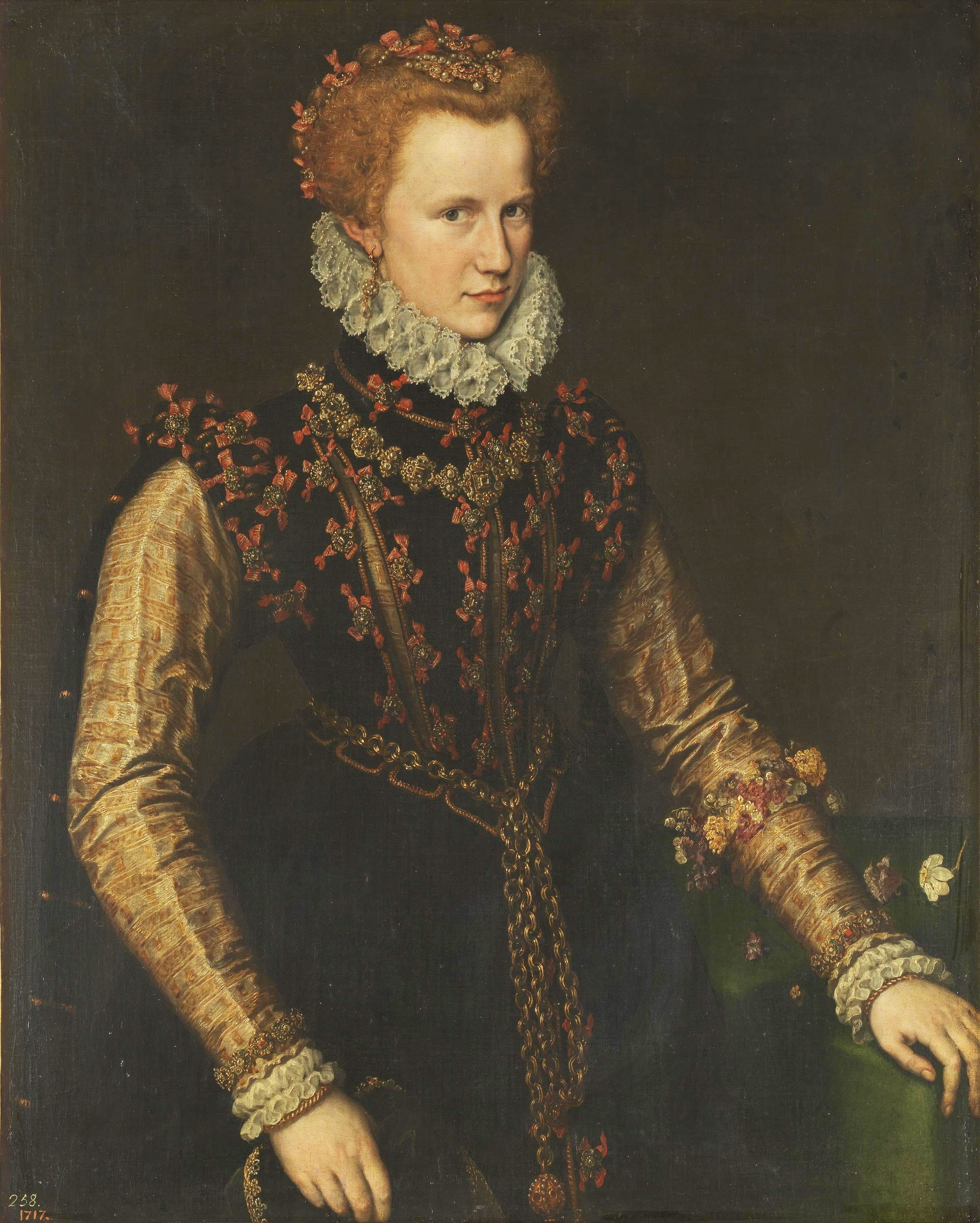
Джейн Дормер, супруга 1-го герцога Ферия

Второй сын Лоренсо III Суареса де Фигероа (1505—1528), 3-го графа Ферия (1506—1528), и Каталины Фернандес де Кордова-и-Энрикес (1495—1569), маркизы Приего (1517—1569).
Будучи вторым сыном, он посвятил себя военной службе, во время которой дослужился до звания капитана гвардии принца Филиппа Австрийского. Но смерть его брата в 1552 году позволила ему стать 5-м графом Фериа. В тот день он был холостым, и была предпринята попытка жениться на его племяннице Каталине Фернандес де Кордова и Понсе де Леон (1547—1574), дочери Педро I, чтобы обеспечить союз домов Фериа и Приего.
Как только помолвка была подписана, необходимо было дождаться брачного возраста Каталины, что вместе с длительным пребыванием 5-го графа за границей на службе короне привело его к тому, что он влюбился в англичанку Джейн Дормер (1538—1612), фрейлину королевы Англии Марии Тюдор, и разорвал помолвку с племянницей. Он женился на Джейн 29 декабря 1558 года в Савойской часовне. У супругов было двое сыновей: Лоренсо, родившийся в 1559 году, сменивший своего отца на посту 2-го герцога Ферия, и Педро, родившийся в 1565 году, но умерший через три месяца.

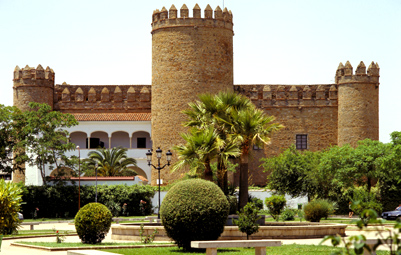
Дворец герцогов Ферия в Сафре

Очень близок к принцу Филиппу, прежде чем стать главой своего дома, он получил энкомьенду Беас, которое позже обменял на энкомьенду Сегура. Придворный, не знавший зависти, он сопровождал Филиппа в его английском путешествии в качестве капитана его испанской гвардии, а позднее был послом при дворе королевы Англии Елизаветы I (1558—1559). Он также сопровождал короля Испании Филиппа II во время его пребывания Филиппа II во Фландрии.
Он был губернатором Милана с 1554 по 1555 год. В августе 1561 года он удалился в свои сеньории, его политико-дипломатическая деятельность пошла на убыль, пока, будучи назначенным членом государственного и военного совета, он не получил герцогское достоинство и достоинство гранда в последний период своей жизни (1567 год). Тем же актом король предоставил ему грант в размере 30 000 эскудо, титул маркиза Вильяльба для наследника дома, а также пожизненную пенсию в размере 6 000 эскудо. После того, как он стал герцогом Фериа, мы снова видим его при королевском дворе Мадрида.
Когда в 1571 году, проживая в Эль-Эскориале вместе с монархом, когда он готовился к губернаторству в Нидерландах, он внезапно заболел и был застигнут смертью. Его останки остались в монастыре Сан-Херонимо-ин Гуисандо и позже были перенесены в монастырь Санта-Клара-ин-Сафра, основанный в 1428 году 1-м сеньором Ферии Гомесом I Суаресом де Фигероа.
Ему наследовал его старший сын Лоренсо IV Суарес де Фигероа-и-Кордова (1559—1607).